# Bogomiler
Bogomilerne (anden skrivemåde: Bogumiler; slavisk: „Guds venner“) var et strengt asketisk levende kristent trosfællesskab med et doketisk, dualistisk læresystem. Bevægelsen havde hjemsted på Balkanhalvøen. Dets medlemmer troede bl.a. på en mægtig Satan som modspiller til Gud, et synspunkt, som i løbet af 1000-tallet også bredte sig til Vesteuropa. Bogomilerne afviste Sakramenterne, dåb og ikondyrkelse.
Bevægelsens navn kan muligvis føres tilbage til en legendarisk bulgarsk landsbypræst ved navnet Bogomil, som levede under den bulgarske kong Peter 1 (927–969) (også Bogumil, af bulgarsk Богомил „yndet af gud“, af бог bog „gud“ und мил mil „yndet, kær“) eller til den dengang udbredte slaviske religiøse formel Bog milui „Gud forbarme sig over dig“.
Bogomil-bevægelsen udbredte sig fra 900-tallet til 1400-tallet fra Bulgarien i det Det Byzantinske Rige til de andre balkanlande og Rusland. Gennem berøringer til korsriddere, købmænd og vandreprædikanter i det 12. århundrede kom de dualistisk-religiøse trossamfund i Østeuropa i kontakt til tilsvarende grupper af katharer og patarenere i Vest- og Centraleuropa. Ifølge overleveringerne deltog en bogomilsk biskop ved navn Niketas ved katharernes synode i 1167 i Saint-Félix-de-Caraman.
Snarere end præsten Bogomil viser trosindholdet tilbage til en oprindelse i en ældre dualisme, som foretrædes af manikæerne og paulikanerne. Derudover findes der i troen anskueliggørende myter hentet fra bulgarsk-slavisk sagngods og indhold fra apokryfe skrifter.
Fra 1000-tallet og frem udviklede bogomilismen sig i radikale og moderate retninger. Den dualistiske grundholdning førte til en dæmonisering af den materielle verden, til en afvisning af såvel dele af Det Gamle Testamente, ikondyrkelse, den almindelige gudstjeneste, de fleste sakramenter, religiøse symboler, som kirkens hierarki. Dette bragte bogomilerne i strid både med de store kirker (Vesteuropas katolske kirke og Østeuropas (græsk-)ortodokse) og med stat og samfund.